# Новаліс
Новаліс (нім. Novalis, псевдонім, справжнє ім'я — Фрідріх фон Гарденберг нім. Georg Friedrich Philipp Freiherr von Hardenberg; 2 травня 1772, Відерштедт — 25 березня 1801, Вайсенфельс) — німецький письменник, поет, містик. Один з чільних представників німецького романтизму.

## Біографія

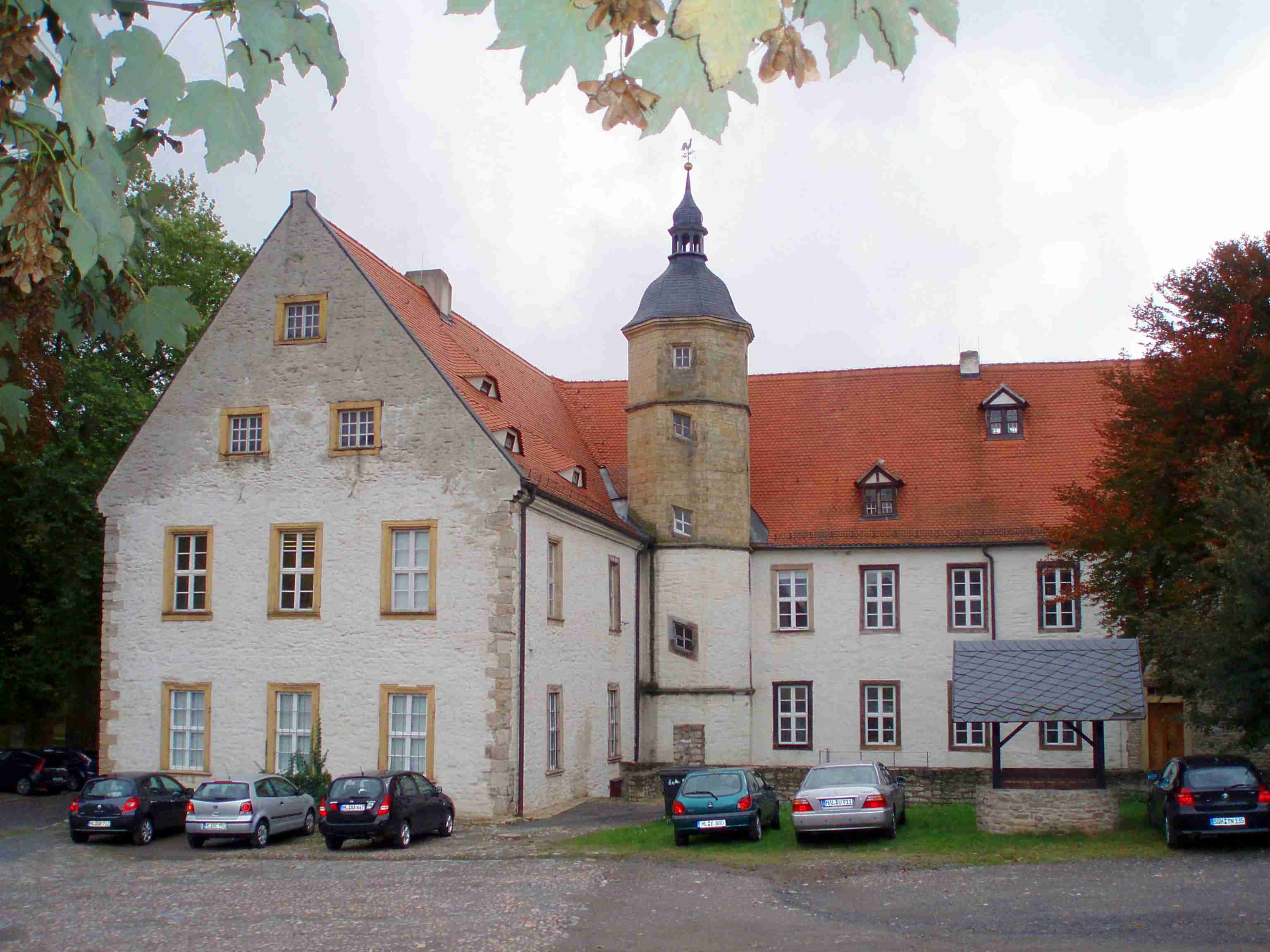
Родинний замок Новаліса Обервідерштедт

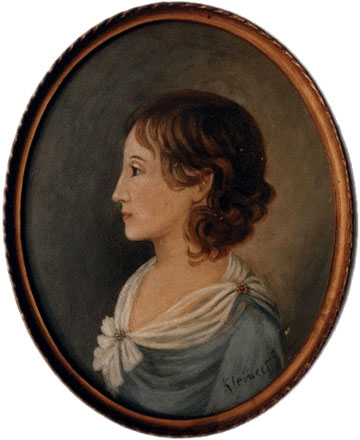
Портрет Софі фон Кюн

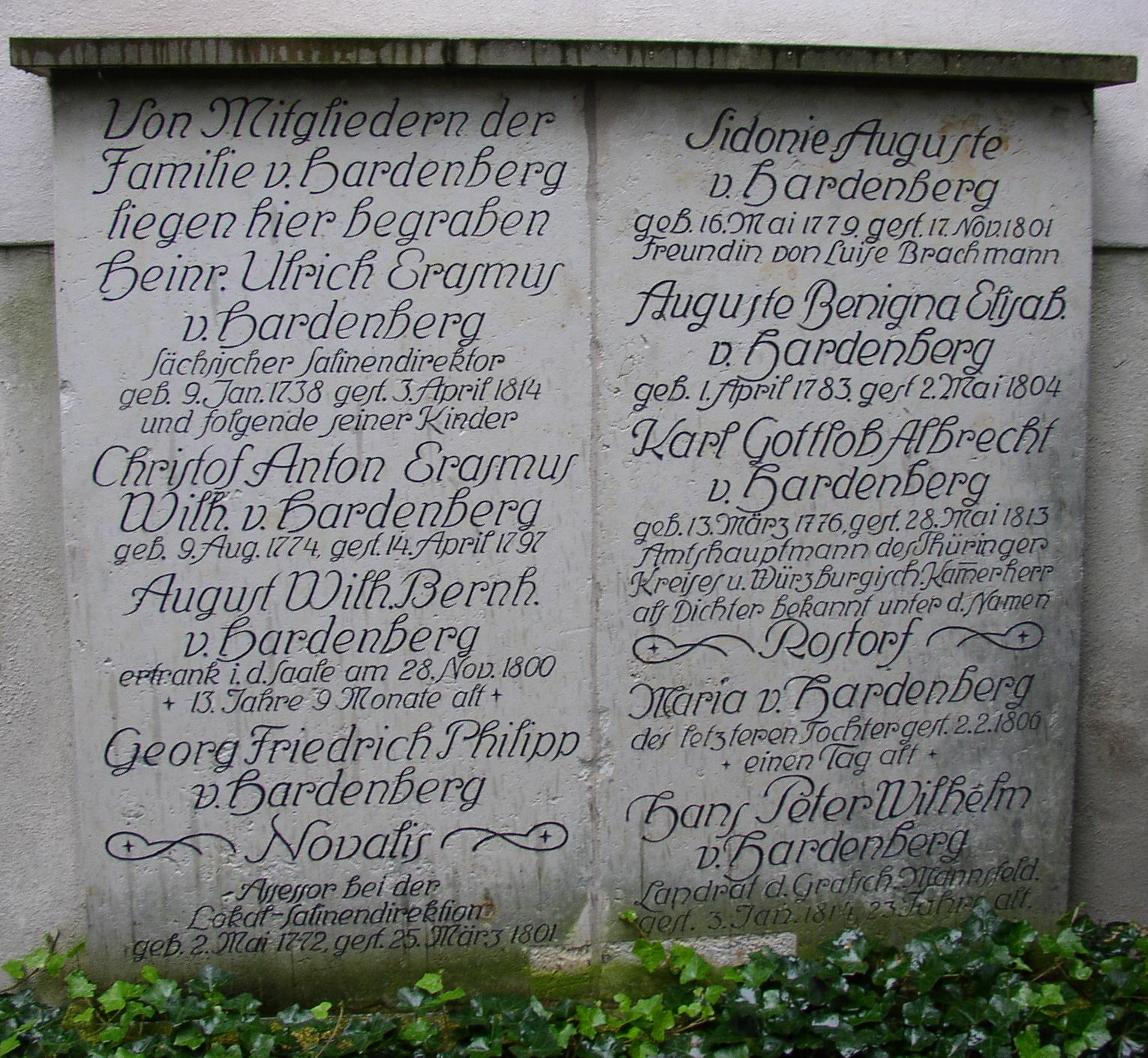
Надгробок Новаліса у Вайсенфельсі

Фрідріх фон Гарденберг народився 2 травня 1772 року в замку Обервідерштед (м. Відерштедт, Саксонія) в родині промисловця як друга дитина та перший хлопчик з одинадцяти дітей. Батько — Гайнріх Ульріх Еразмус, фрайгерр фон Гарденберг (1738—1814), мати — Августа Бернардина, баронесса фон Гарденберг, до шлюбу фон Бельціг (1749—1818). Новаліс виховувався у суворому релігійному дусі, що пізніше позначилося на його способі мислення й творах.
З десяти років відвідував церковну школу, але не зміг там вчитися через сувору дисципліну. Згодом переїхав з батьком до Вайсенфельса. 1790 року вступив до гімназії в Айслебені. У 1790—1791 роках вивчав право в Єнському університеті, де затоваришував з Фрідріхом Шиллером. З 1791 до 1793 року вивчав право в Лейпцизькому та Віттенберзькому університетах, у 1797 — 1798 роках навчався у Фрайберзькій гірничій академії, де опанував фах інженера. Завдяки відвідуванню різних навчальних закладів, був знайомий з багатьма видатними людьми свого часу — братами Шлегелями, Людвігом Тіком, Фрідріхом Шиллером.
Біля містечка Теннштедт, де Новаліс працював писарем, він випадково познайомився з 12-річною Софі фон Кюн. 1795 року відбулися таємні заручини Новаліса та Софі фон Кюн, проте дівчина рано померла (у 15 років). З Софі Кюн пов'язане уявлення автора про ідеальну кохану в традиціях петраркізму, її образ знайшов втілення в ліричних творах Новаліса.
Псевдонім «Новаліс» Фрідріх фон Гарденберг обрав у 1798 році для своєї першої важливої публікації «Blüthenstaub» (Пилок квітів), де було зібрано поетичні та філософські фрагменти. Публікація з'явилася в журналі братів Шлегелів «Athenaeum». Псевдонім походить від назви давнього родинного маєтку.
Після закінчення університету в 1797 році, Новаліс почав вивчати теологію. В одній зі своїх статей — «Християнство або Європа», що була опублікована посмертно, висловив думку, що Німеччина здатна рухатися вперед лише за допомогою середньовічної католицької церкви та рекомендував кинути всі сили на її відродження. Водночас Новаліс розуміє роль науки та комерції для розвитку Німеччини. Тож він пропонує компроміс між церквою, торгівлею та наукою. Роль організатора суспільного прогресу в роздумах Новаліса було відведено католицькій вірі.
Новаліс не встиг втілити в життя жодну зі своїх суспільних ідей. Він помер у віці неповних 29 років від сухот.

## Спадщина та визнання
Наприкінці XIX століття творчість Новаліса привертає до себе увагу символістів, експресіоністів та неоромантиків покоління 1890-х років.

## Твори
Лірика
- Klagen eines Jünglings (1791 року в виданні Віланда «Neues Teutsches Merkur»).
- Blumen, 1798;
- Geistliche Lieder (опубліковано 1802; зокрема «Wenn alle untreu werden», «Wenn ich ihn nur habe»)
- Hymnen an die Nacht (написано 1799/1800, опубліковано 1800)
- Wenn nicht mehr Zahlen und Figuren (вірш з фрагментарного роману «Heinrich von Ofterdingen»)

Фрагменти
- Die Lehrlinge zu Sais, фрагмент роману, опублікований 1802
- Heinrich von Ofterdingen, фрагмент роману, опублікований 1802

Філософія
- Blüthenstaub (1798 в журналі «Athenaeum» Фрідріха Шлегеля)
- Glauben und Liebe oder der König und die Königin (1798)
- Sammlung von Fragmenten und Studien, entstanden 1799—1800

Різне
- Europa (написано 1799, опубліковано 1826 року під заголовком «Die Christenheit oder Europa») Dialoge, 1802;

## Цікаві факти
Слова Новаліса «Теорії — сіті, в які ловиться лише той, хто їх закидає» є епіграфом до праці Карла Поппера «Логіка наукового дослідження».
Новаліс є автором порівняння релігії з опіумом, який став широко відомим завдяки фразі Карла Маркса «Релігія — опіум народу». 1798 року у збірнику афоризмів «Квітковий пилок» Новаліс писав:
«Ваша так звана релігія діє як опій: вона заманює та приглушує болі замість того, щоб надати сили». 
Оригінальний текст (нім.)
«Ihre sogenannte Religion wirkt bloß wie ein Opiat: reizend, betäubend, Schmerzen aus Schwäche stillend».

## Українські переклади
Українською твори Новаліса перекладали Михайло Орест, Олег Зуєвський та Ігор Костецький. У вибраному Михайла Ореста «Держава слова», опублікованому у видавництві «Основа» 1995 року, були опубліковані такі тексти Новаліса: З «Гімнів до ночі», Пісня пустельника, Карбункул, «Коли числа і мір уміння…», Гімн, Умираючий геній, До Жанетти.
- Новаліс: Пісні Гільдебрандта, Гімни до ночі. пер. Ігоря Костецького — Видавництво «На горі» (не раніше 1962)
- Михайло Орест, «Держава слова», упоряд. і передмова Соломії Павличко. — Київ: «Основа», 1995, с. 288—293.
- Новаліс, Гимни до ночі: Від перекладача / пер. І. Костецького // Кур'єр Кривбасу. — 2008. — № 228/229. — С. 156—169.
- Новаліс, Християнство або Європа // Мислителі німецького романтизму. Пер. з німецької. Упор. Леонід Рудницький та Олег Фешовець — Івано-Франківськ: Лілея-НВ, 2003, 588 с.